# Mekhora
Le Mekhora (hébreu : מכורה, litt. patrie) fut un parti politique israélien à l'existence fugace et ne comprenant qu'un seul membre de la fin des années 1990.

## Histoire
Le parti a été fondé le 4 mars 1999, lors de la 14e session de la Knesset (débutée en 1996), lorsque le député Moshe Peled, vice-président de la Knesset et vice-Ministre de l'éducation, de la culture et du sport d'Israël, quitta le Tsomet. Ce parti fut immédiatement fusionné avec le Moledet.
Moshe Peled perdit son siège lors des élections législatives israéliennes de 1999, auxquelles le Moledet participa en tant que composante de l'Union nationale.